# José María Zárraga
José María Zárraga Martín (Getxo, 1930. augusztus 15. – Madrid, 2012. április 3.) válogatott spanyol labdarúgó, középpályás, edző.

## Pályafutása

### Klubcsapatban
1948–49-ben az Arenas, 1949 és 1951 között a Plus Ultra, 1951 és 1962 között a Real Madrid labdarúgója volt. Tagja volt a sorozatban öt BEK-győzelmet szerző együttesnek.

### A válogatottban
1955 és 1958 között nyolc alkalommal szerepelt a spanyol válogatottban.

### Edzőként
1964-ben és 1969-ben a CD Málaga, 1969-ben a Real Murcia edzője volt.

## Sikerei, díjai
Real Madrid
- Spanyol bajnokság
  - bajnok (6): 1953–54, 1954–55, 1956–57, 19574–58, 1960–61, 1961–62
- Spanyol kupa
  - győztes: 1962
- Bajnokcsapatok Európa-kupája (BEK)
  - győztes (5): 1955–56, 1956–57, 1957–58, 1958–59, 1959–60
- Interkontinentális kupa
  - győztes: 1960